# François Morel (militaire)
Pour les articles homonymes, voir François Morel et Morel.
François Morel, né le 13 juin 1914 à Thonon-les-Bains (Haute-Savoie) et mort le 18 mai 1940, est un célèbre as de l’Armée de l'air française.

## Biographie
François Morel s’engagea dans l’Armée de l’air en août 1935 et obtint son brevet de pilote le 3 décembre 1935. Sous-officier pilote affecté sur la base aérienne 112 de Reims à compter de mai 1937, il s’y entraîna, d'abord sur Dewoitine 500 et 501 puis sur Curtiss H.75. Il sera affecté au groupe de chasse GC I/5, à l’escadrille SPA 67 commandée par le capitaine Jean Accart. Sur environ cinquante-trois escadrilles ayant participé à la bataille de France, la première escadrille du groupe de chasse I/5 fut celle qui obtint le plus de victoires en combat aérien, avec 83 victoires confirmées et 26 autres probables. Cette escadrille prendra le nom de « Champagne » en 1943 avant de devenir l'Escadron de chasse 2/3 Champagne le 1er juillet 1947. Au moment de la déclaration de guerre, l'escadrille sera basée à Suippes.
Il effectua sa première mission de guerre le 26 septembre 1939 et participa aux combats aériens de la bataille de France. Il trouva la mort le 18 mai 1940, tué en combat aérien à l’âge de vingt-six ans, après avoir abattu douze avions ennemis en huit jours. En raison de la violence de ces combats, il avait dû faire un atterrissage forcé et une autre fois évacuer l'avion en parachute . Un bref récit de ses 13 victoires dont 10 homologuées est visible sur le site Ailes Anciennes de Haute-Savoie notamment celui du 18 mai 1940 où il abat 5 avions ennemis et meurt dans les bras d'un fantassin en disant : "cette fois-ci, ils m'ont eu". Ce 18 mai 1940, malgré son extrême habileté et son grand courage, il n'avait pas été épargné par les tirs croisés de 20 He 111, faisant mentir avec son palmarès la vieille antienne "qu'on avait jamais vu un avion français pendant la bataille de France". Les avions allemands abattus par le sergent-chef Morel sont : 1 Do 17, 1 Me 110, 7 He 111, 2 Ju 87, 2 Me 109.
Le sergent-chef François Morel repose dans le cimetière de Vierzy (Aisne).

## Décoration et hommages
- Médaille militaire
- Croix de guerre 1939–1945 avec quatre palmes et une étoile
- 7 citations[3]

- Une rue de la ville de Thonon-les-Bains porte son nom.
- Jean Accart, son chef d'escadrille, lui dédicace son premier ouvrage Chasseurs du ciel : « A mon meilleur pilote, le sergent-chef François Morel, tombé à mes côtés le 18 mai 1940 après avoir abattu douze avions en huit jours. ». Jean Accart est venu se recueillir fidèlement toutes les années sur la tombe de son ami tout le restant de sa vie (pendant près de 50 ans)[4].